# České Budějovice (stacja kolejowa)
České Budějovice – stacja kolejowa w Czeskich Budziejowicach, w kraju południowoczeskim, w Czechach. Jest ważnym węzłem kolejowym w południowych Czechach. Znajduje się na wysokości 395 m n.p.m..  

## Historia
Historia transportu kolejowego w Czeskich Budziejowicach rozpoczęła się już w 1828 roku wraz z uruchomieniem pociągu konnego do Linzu, ale dopiero w 1868 roku w pobliżu obecnej otwarto nową stację kolejową dla lokomotyw. Na początku XX wieku, w miarę dalszego rozwoju kolei, niedaleko na północ od starej stacji na tych samych liniach zbudowano znacznie większą stację. Budynki stacji zostały zaprojektowane przez Gustava Kulhavý'ego w stylu neorenesansowym z elementami secesyjnymi i zbudowane przez JM Kohler and Son. Otwarto je w 1908 roku, a pierwszym pociągiem, który zatrzymał się na stacji, był pociąg z Triestu do Pragi - przybył 17 grudnia tego samego roku. Budynek jest obecnie chroniony jako zabytek kultury.
Wiosną 1945 roku w czasie nalotu na miasto południowe skrzydło budynku stacji zostało poważnie zniszczone. Naprawiono go po zakończeniu II wojny światowej. 
W 2016 r. zarządzanie stacją przejęła SŽDC, która od 2018 r. natychmiast zaplanowała renowację stacji o wartości około 150 mln CZK. Ostatecznie uruchomiono ją w lipcu 2020 r. z budżetem 689 mln CZK. Oprócz niezbędnych remontów elewacji i usprawnień w lokalu użytkowym, planowane zmiany obejmowały przesunięcie głównego wejścia naprzeciw ulicy Lannova czy powiększenie powierzchni handlowej. Przez cały okres przebudowy do dyspozycji pasażerów były zarówno kasy biletowe, jak i toalety.

## Usługi
Stacja obsługiwana jest przez kilka linii obsługiwanych przez České dráhy oraz GW Train Regio. Na stacji znajduje się kasa krajowa i międzynarodowa, centrum ČD, dostępne są szafki samoobsługowe. Na stacji znajduje się kantor wymiany walut, restauracja, bufet, fast food i sklepy. Bezpośrednio przed stacją znajduje się przystanek komunikacji miejskiej Nádraží.

## Linie kolejowe
- 190: Pilzno – Czeskie Budziejowice
- 194: Czeskie Budziejowice – Černý Kříž
- 196: Czeskie Budziejowice – Summerau
- 199: Czeskie Budziejowice – Gmünd
- 220: Benešov – Czeskie Budziejowice